# Cockerells waaierstaart
Cockerells waaierstaart (Rhipidura cockerelli) is een zangvogel uit de familie Rhipiduridae (waaierstaarten). Deze vogel is genoemd naar zijn ontdekker, de Australische verzamelaar James T. Cockerell (1847-1895).

## Verspreiding en leefgebied
Deze soort is endemisch op de Salomonseilanden en telt zeven ondersoorten:
- R. c. septentrionalis: Buka, Bougainville en de Shortlandeilanden.
- R. c. interposita: Choiseul en Santa Isabel.
- R. c. lavellae: Vella Lavella en Ranongga.
- R. c. albina: Kolombangara, New Georgia, Vangunu, Rendova en Tetepare.
- R. c. floridana: Nggela.
- R. c. cockerelli: Guadalcanal.

## Status
De grootte van de populatie is niet gekwantificeerd maar de soort wordt omschreven als vrij algemeen. Op de Rode lijst van de IUCN heeft deze soort de status niet bedreigd.